# Pandarus smithii
Pandarus smithii is een eenoogkreeftjessoort uit de familie van de Pandaridae. De wetenschappelijke naam van de soort is voor het eerst geldig gepubliceerd in 1886 door Rathbun.